# Dranoutre
Dranoutre (Dranouter en néerlandais) est une section de la commune belge de Heuvelland située en Région flamande dans la province de Flandre-Occidentale, C'était une commune à part entière avant la fusion des communes de 1977.

## Démographie

### Évolution démographique
- Sources : INS, Rem. : 1831 jusqu'en 1970 = recensements, 1976 = nombre d'habitants au 31 décembre[2].

## Espaces verts et environnement
- La "Réserve naturelle Het Eeuwenhout": elle se trouve sur une hauteur comprise entre 45 m et 75 m au-dessus du niveau de la mer, dans la vallée de Douve entre Locre et Dranoutre, sur une superficie de 19 hectares[3].

- Les Vignobles "Koudekot" Koudekotstraat [4]

## Résidents célèbres
- Petrus Plancius (1562), théologien et géographe

## Culture et patrimoine

### Manifestation culturelle
Dranoutre célèbre son festival de folk, chaque année depuis 1973 (mais annulé en 2020).

### Lieux et monuments
- le cimetière militaire: 79 soldats britanniques de la "Première Guerre mondiale, répertoriés par la CWGC, y ont été enterrés ".
- l'église Saint-Jean-Baptiste (Monument historique flamand numéro 32664)

## Photographies

### Edifices militaires et religieux

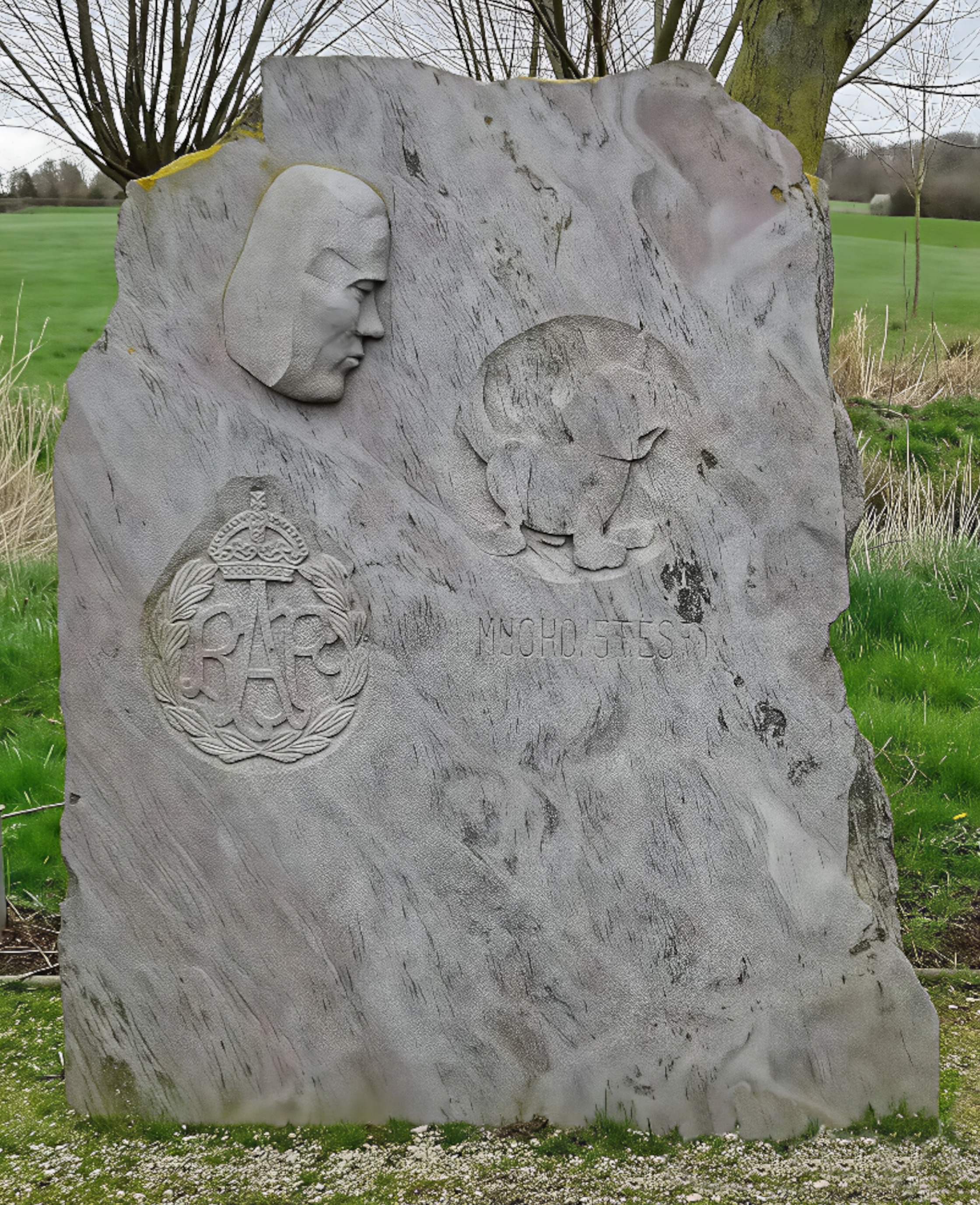
Mémorial du Sgt Karel Pavlik, Spitfire V BM261 313 Sqn
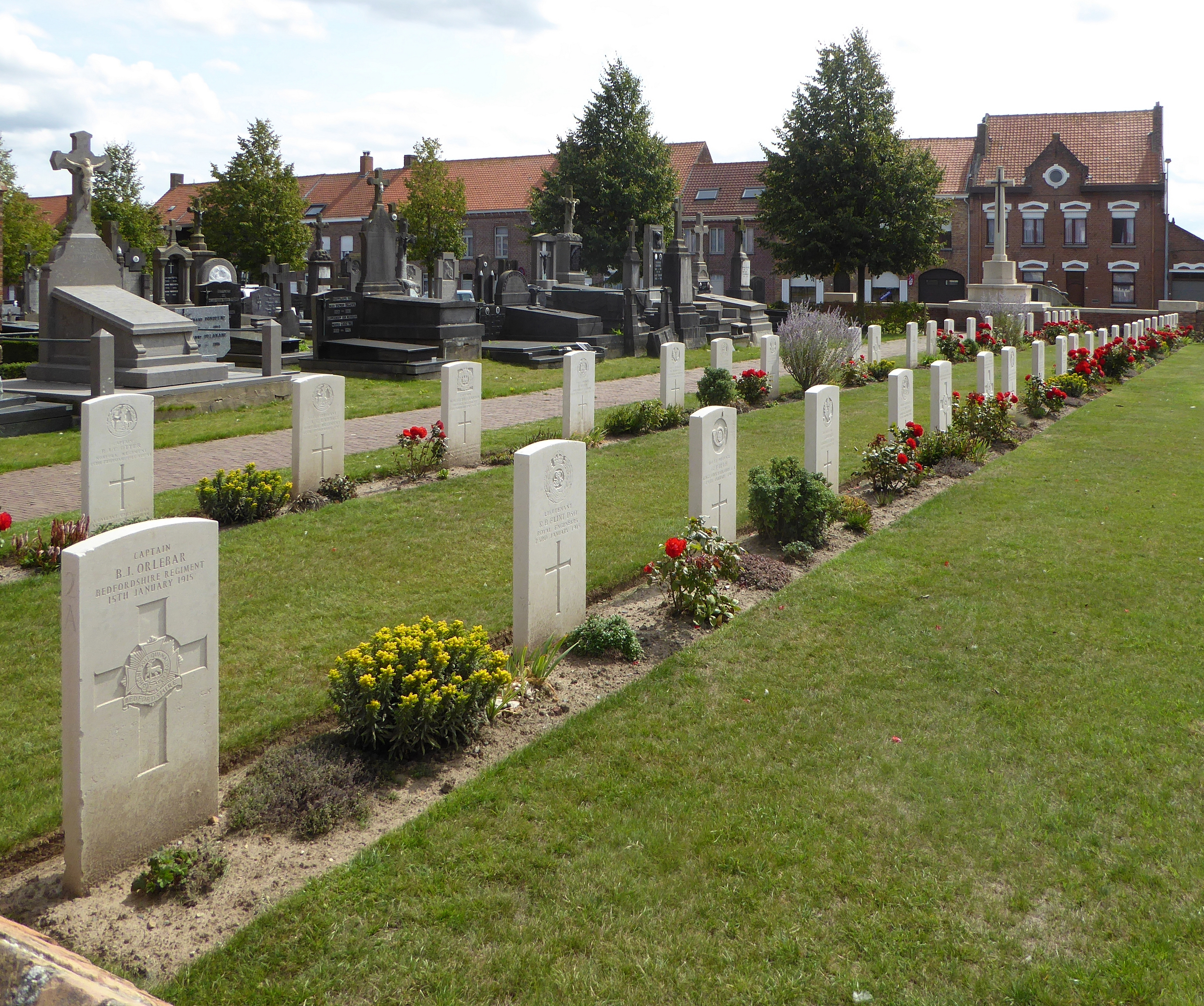
Le cimetière militaire et la Croix du sacrifice.
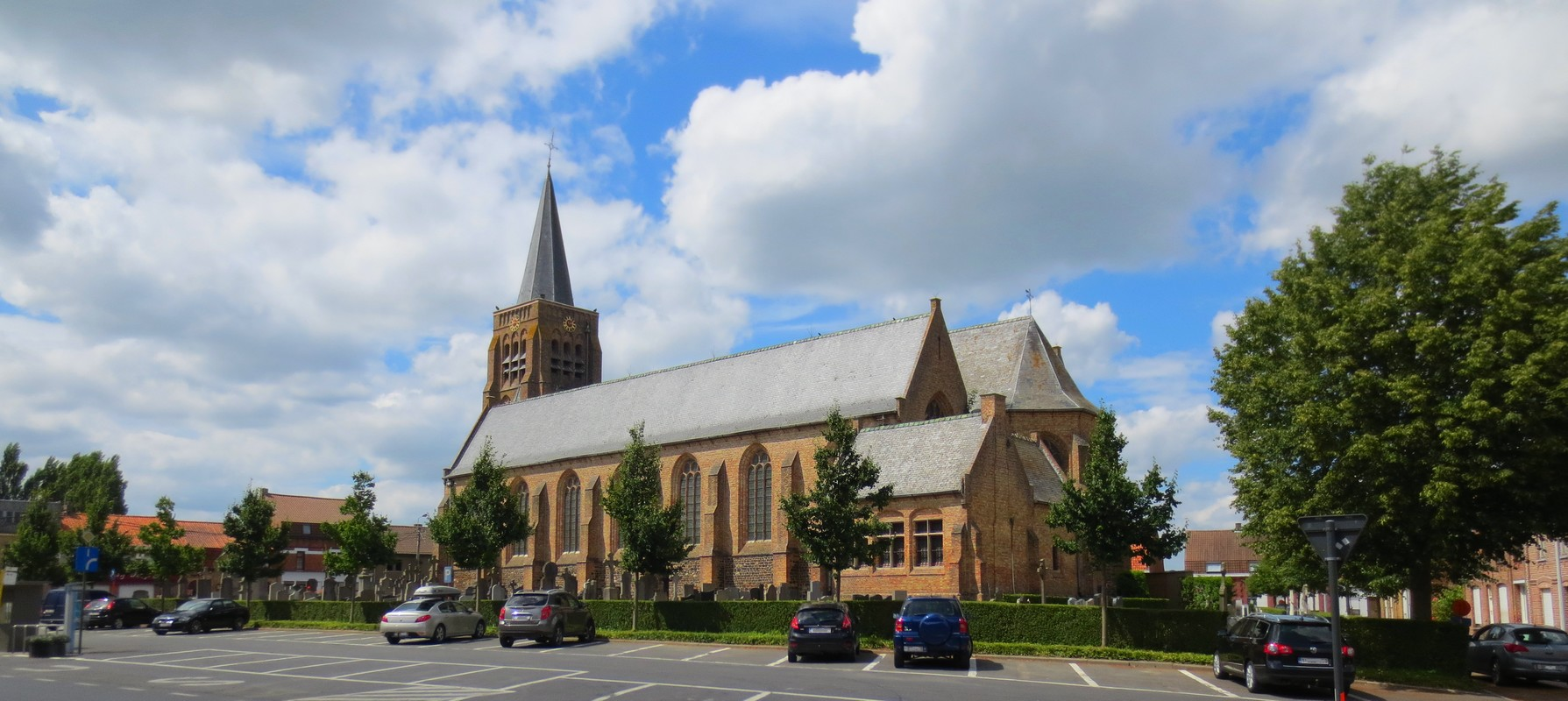
Chevet de l'église Saint-Jean-Baptiste (Monument historique flamand numéro 32664).
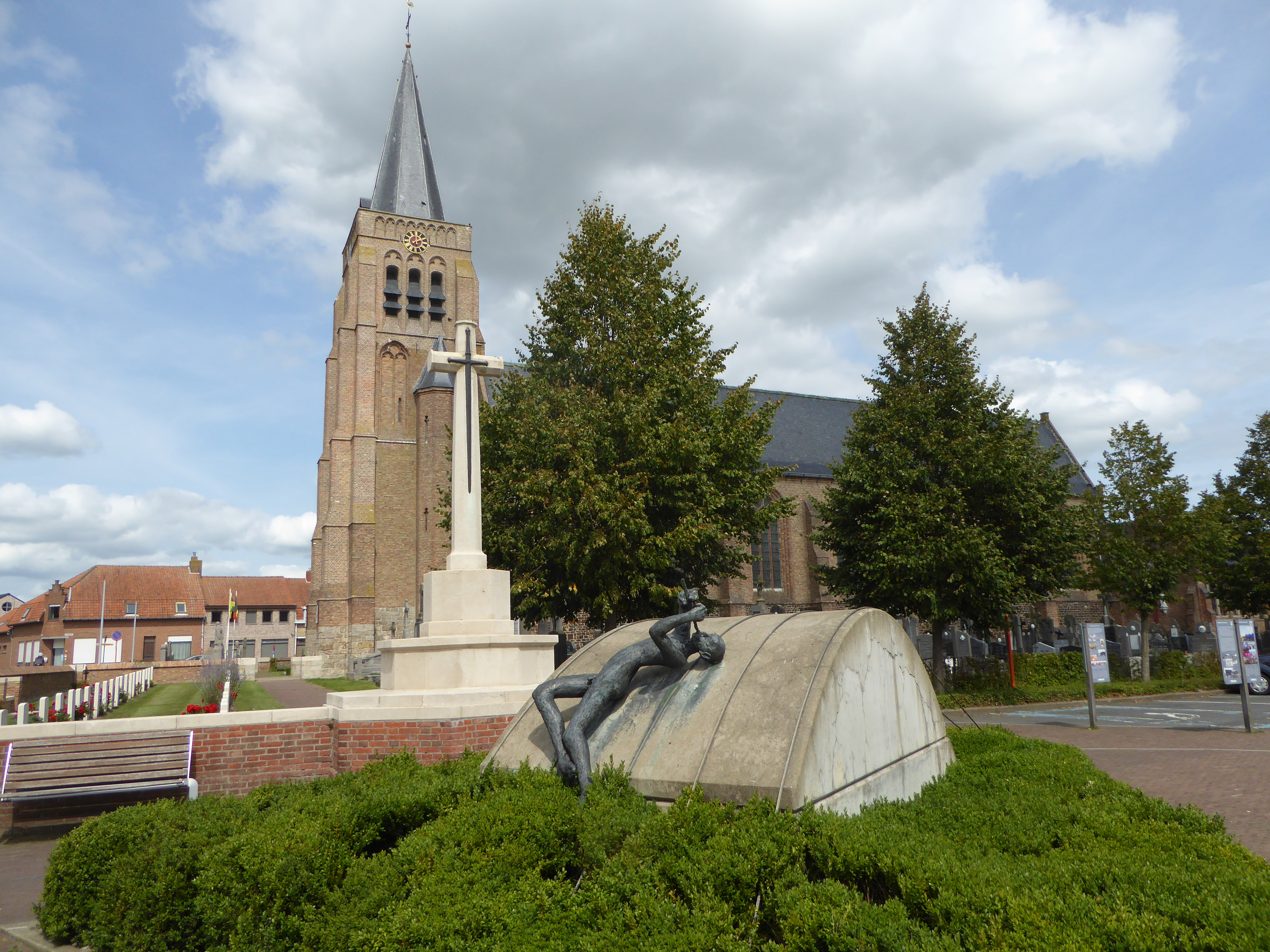
Planciusplein et l'église Saint-Jean-Baptiste.

### Environnement

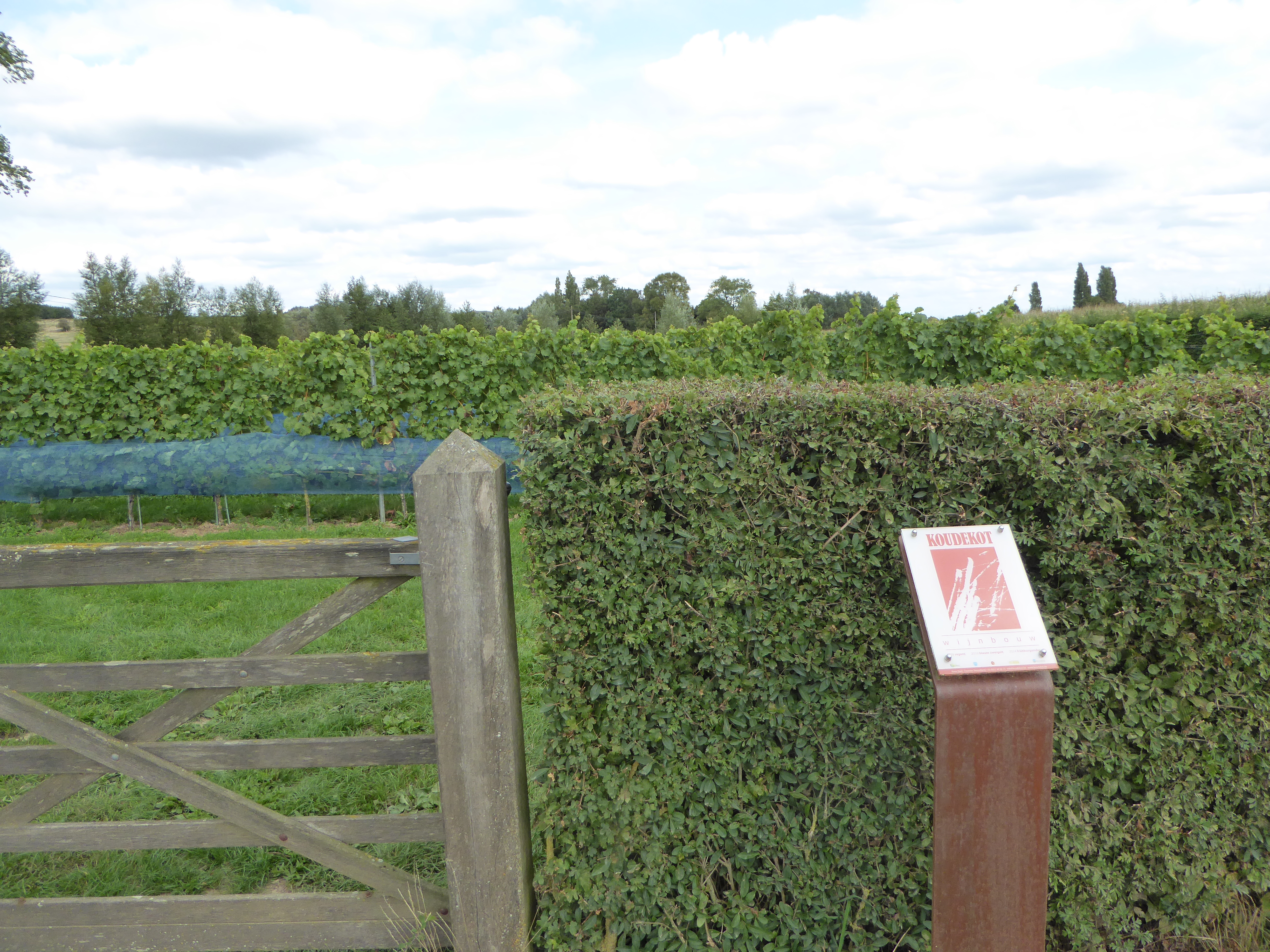
Vignobles "Koudekot" Koudekotstraat.
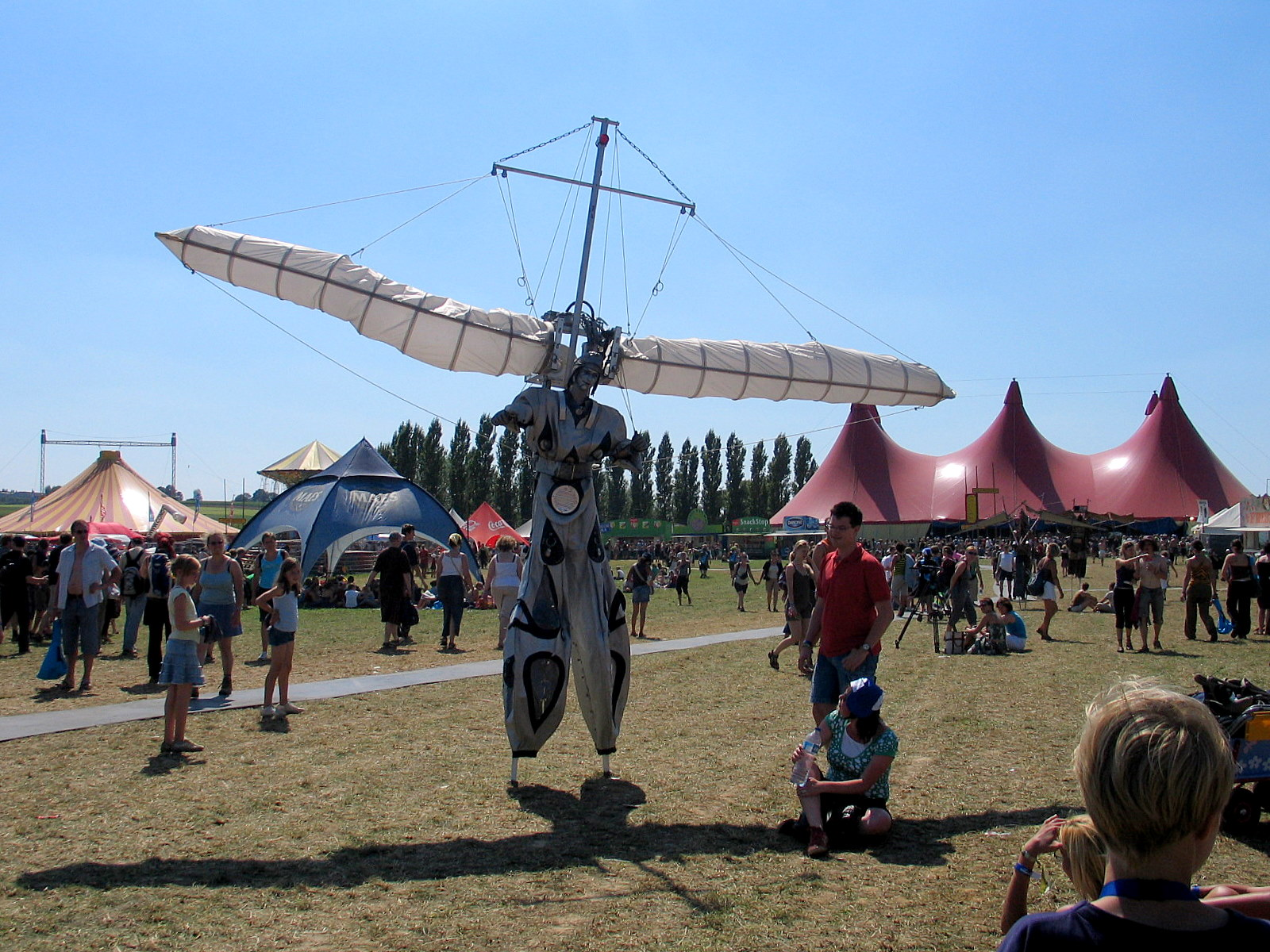
Steltloper op festival.
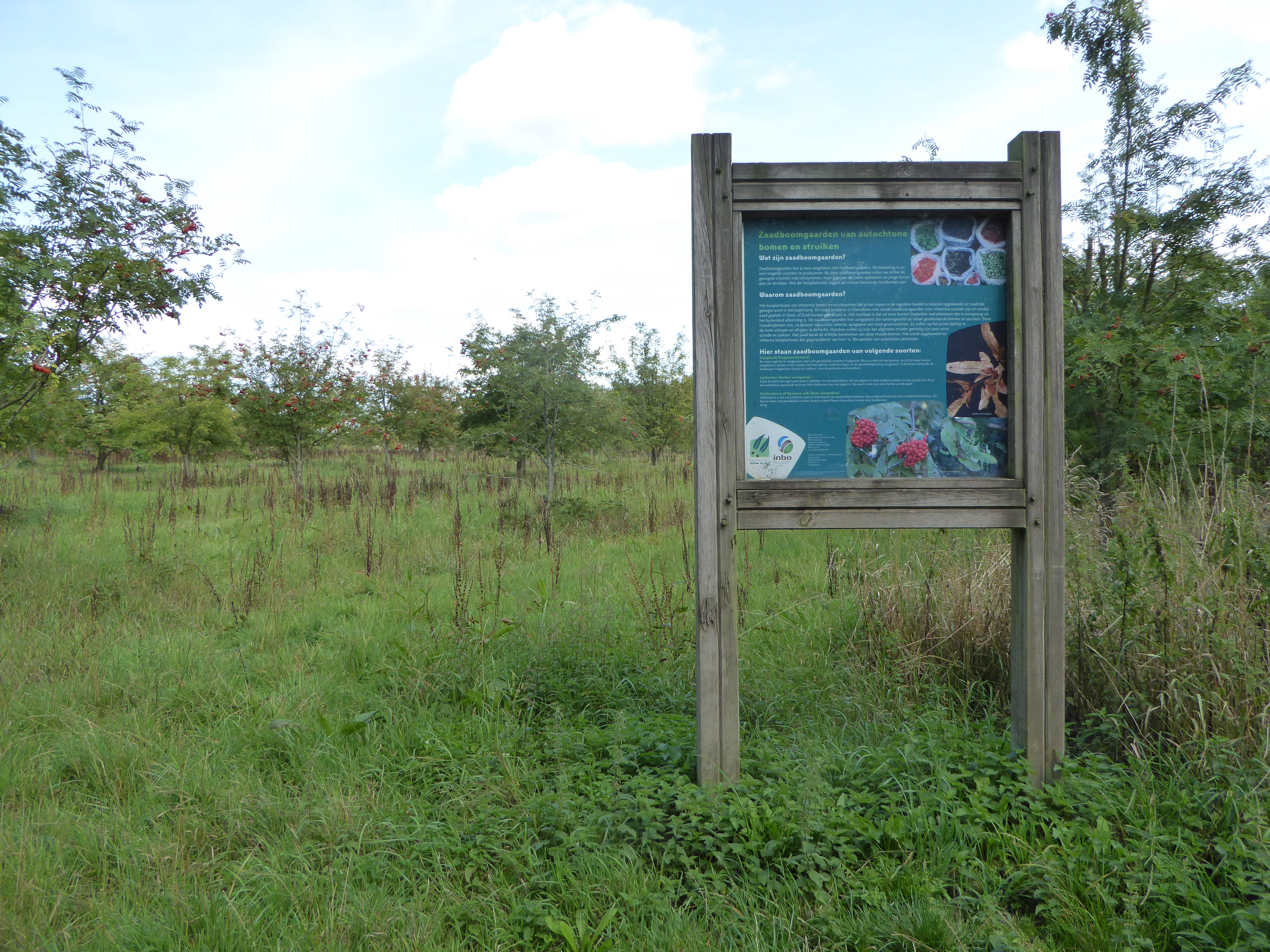
Réserve naturelle Het Eeuwenhout.